# Цюпак Олександр Сергійович
Олекса́ндр Сергі́йович Цюпак (28 серпня 1982, смт Луків Ковельського району Волинської області — 11 березня 2022, село Наливайківка Макарівської селищної громади Бучанського району Київської області)  — український військовослужбовець, майстер-сержант Збройних сил України, учасник російсько-української війни. Герой України (2022, посмертно).

## Життєпис
Народився 28 серпня 1982 року в смт Луків Ковельського району Волинської області. У 1998 році закінчив школу, у 2001 році — професійно-технічне училище № 22 смт Луків за спеціальністю тракторист-механік. У 2001—2003 роках проходив строкову службу в армії (смт Десна), після чого підписав контракт.
Кадровий військовий і гордість 14-ї окремої механізованої бригади — на змаганнях його танковий взвод кілька разів посідав перше місце. З 2014 року, коли почалася російська збройна агресія проти України, підготував стільки ж екіпажів танкістів, скільки було хвиль мобілізацій.
Під час російського вторгнення в Україну захищав Київщину.
11 березня 2022 року в населеному пункті Наливайківка Макарівської селищної громади Бучанського району Київської області танковий екіпаж під його керівництвом знищив кілька одиниць броньованої техніки ворога, а під час активних наступальних дій в напрямку Макарова відбивав атаку противника. Майстер-сержант Олександр Цюпак разом із солдатом Романом Марценюком загинули унаслідок шквального артилерійського обстрілу.
15 березня 2022 року похований в селі Залужжя Володимир-Волинського району.

## Нагороди
- звання Герой України з удостоєнням ордена «Золота Зірка» (2022, посмертно) — за особисту мужність і героїзм, виявлені у захисті державного суверенітету та територіальної цілісності України, вірність військовій присязі[4].
- медаль «За військову службу Україні» (2022) — за особисту мужність і самовіддані дії, виявлені у захисті державного суверенітету та територіальної цілісності України, вірність військовій присязі[5].